# Christiane Berkvens-Stevelinck
Christiane Berkvens-Stevelinck (Uccle (Belgique), 29 mars 1946 - Bilthoven (Pays-Bas), 23 novembre 2017) est une historienne et une théologienne néerlandaise.

## Biographie
Christiane Berkvens-Stevelinck mène à la fois  une carrière universitaire et une activité de prédicatrice.

### Historienne
Elle commence sa carrière universitaire à l'université de Leyde en tant que conservatrice adjointe des manuscrits modernes. De 2000 à 2012, elle est professeur de culture européenne (chaire Charles V) à l'université Radboud de Nimègue, où elle dirige l'Instituut Pierre Bayle.
Francophone, elle consacre de nombreux travaux au journaliste français Prosper Marchand (1678-1756), exilé aux Provinces-Unies qui a fait don de ses archives et de sa bibliothèque à l'université de Leyde. Elle publie sa correspondance et sa biographie.

### Pasteure
D'une famille catholique, elle devient membre de la Fraternité des Remontrants et ensuite pasteur de cette dénomination. Elle est pasteur des Remontrants de Delft, de 1986 à 1990, de la Congrégation de la jeunesse Arminius, de 1997 à 1999, des congrégations de Breda, à partir de 2002, et de Rotterdam, de 2009 à 2017.
Christiane Berkvens-Stevelinck se fait connaître du grand public aux Pays-Bas par ses livres philosophiques, ses apparitions dans des émissions philosophiques à la télévision et à la radio et ses interviews dans des magazines nationaux. Elle est une pionnière dans le milieu protestant néerlandais. Elle est une des premières responsables d'Église à proposer des rituels à un public non religieux. Jusqu'à sa mort, elle continue à écrire et à se produire en public.
Sa dernière apparition télévisée a lieu dans l'émission De Verwondering de KRO-NCRV ; elle y parle avec Annemiek Schrijver de sa mort imminente, après avoir appris peu de temps auparavant qu'elle a une forme incurable de cancer.

## Publications

### historiques
- Christiane Berkvens-Stevelinck, « La cabale de l'édition 1720 du Dictionnaire de Bayle », dans De Gulden Passer, 1979, 57, p. 1-61.
- Christiane Berkvens-Stevelinck, Prosper Marchand. La vie et l'œuvre, 1678-1756, Leyde, Brill, 1987  (ISBN 9004083545)
- Christiane Berkvens-Stevelinck, Catalogue des manuscrits de la collection Prosper Marchand avec la collaboration de Adèle Nieuweboer, Leyde, Brill, 1988  (ISBN 9004086188)
- Christiane Berkvens-Stevelinck, H. Bots, Paul G. Hoftijzer, O.S. Lankhorst [édit.], Le magasin de l'univers - The Dutch Republic as the Centre of the European Book Trade. Papers Presented at the International Colloquium, held at Wassenaar, 5-7 July 1990, Leyde, Brill, 1991 [Brill's Studies in Intellectual History, Volume: 31].
- Christiane Berkvens-Stevelinck, Jeroom Vercruysse, Le métier de journaliste au dix-huitième siècle. Correspondance entre Prosper Marchand, Jean Rousset de Missy et Lambert Ignace Douxfils, Oxford, The Voltaire Foundation at the Taylor Institution, 1993  (ISBN 0729404641)
- Christiane Berkvens-Stevelinck, « Cénacles libertins ou premières loges ? Les débuts de la franc-maçonnerie hollandaise », dans Dix-Huitième Siècle, 1997, 29, p. 303-313.
- Christine Berkvens-Stevelinck, Magna Commoditas, geschiedenis van de Leidse universiteitsbibliotheek 1575-2000, Primavera Pers/ Leidse Universitaire Pers, 2001.
- Christine Berkvens-Stevelinck, Hans Bots, Jens Häseler [édit.], Les grands intermédiaires culturels de la République des Lettres. Études de réseaux de correspondances du XVIe au XVIIIe siècle, Paris, Honoré Champion, 2005.  (ISBN 9782745312334)

### religieuses
- Vrije Rituelen, vormgeven aan het leven - Uitgeverij Meinema, 2007
- Wat ik je nog zeggen wilde, omgaan met mensen met kanker - VBK Media, 2008
- Catechismus van de Compassie samen met Ad Alblas - Skandalon, 2010
- Erfenis Europa, toekomst van een stervende zwaan - Skandalon, 2012
- Een witte stok met gps, spiritualiteit van de beperking - Uitgeverij Meinema, 2014
- Marc-Alain Ouaknin, een Joodse gids van deze tijd - Skandalon, 2015
- Het intieme leven van alleen leven, spiritualiteit van de single - Uitgeverij Meinema, 2017